# یاس آبی
یاس آبی گیاهی است بالارونده و نیازمند قَیّم.
این گیاه بومی آفریقای جنوبی است. برگ‌های متقابل با سطح زیرین سفید رنگ دارد با گل‌های آبی کمرنگ که در اواسط بهار در انتهای شاخه ظاهر می‌گردند. برگ‌های آن سبز براق هستند و به طول ۵ سانتی‌متر می‌رسند. ساقه‌ها بلند، نازک و بالارونده هستند. برگ‌ها متناوب و ۲ تا ۵ سانتی‌متر هستند. 
یاس آبی یک درختچهٔ همیشه سبز است که می‌تواند تا ارتفاع ۶ متر و عرض ۳ متر رشد کند؛ هر چند زمانی که به عنوان یک گیاه آپارتمانی نگهداری می‌شود بسیار کوچکتر است.
گل‌های این گیاه دارای ۵ گلبرگ هستند که حدود ۲ سانتی‌متر عرض دارند و اغلب به رنگ آبی کم رنگ، آبی یا بنفش هستند. همچنین ممکن است به رنگ سفید یا آبی تیره باشند. گل‌های این گیاه کامل و دوجنسه هستند.
پس از پایان گلدهی، این گیاه را باید هرس نمود و طول شاخه‌ها را به ۱۵ سانتی‌متر کاهش داد. در زمستان نیاز به استراحت و توقف در آبیاری دارد. این گیاه بیشتر در فصل تابستان گل می‌دهد، اما در شرایط مناسب می‌تواند در تمام طول سال گلدهی داشته باشد.
یاس آبی را می‌توان از طریق بذر و به‌صورت غیرجنسی از طریق قلمه زدن در تابستان تکثیر کرد. این گیاه به خاکی با هوادهی خوب و سبک نیاز دارد و خاک اسیدی برای رشد آن بهتر است و در آفتاب کامل تا نیمه سایه بهترین رشد را دارد.

## نگارخانه

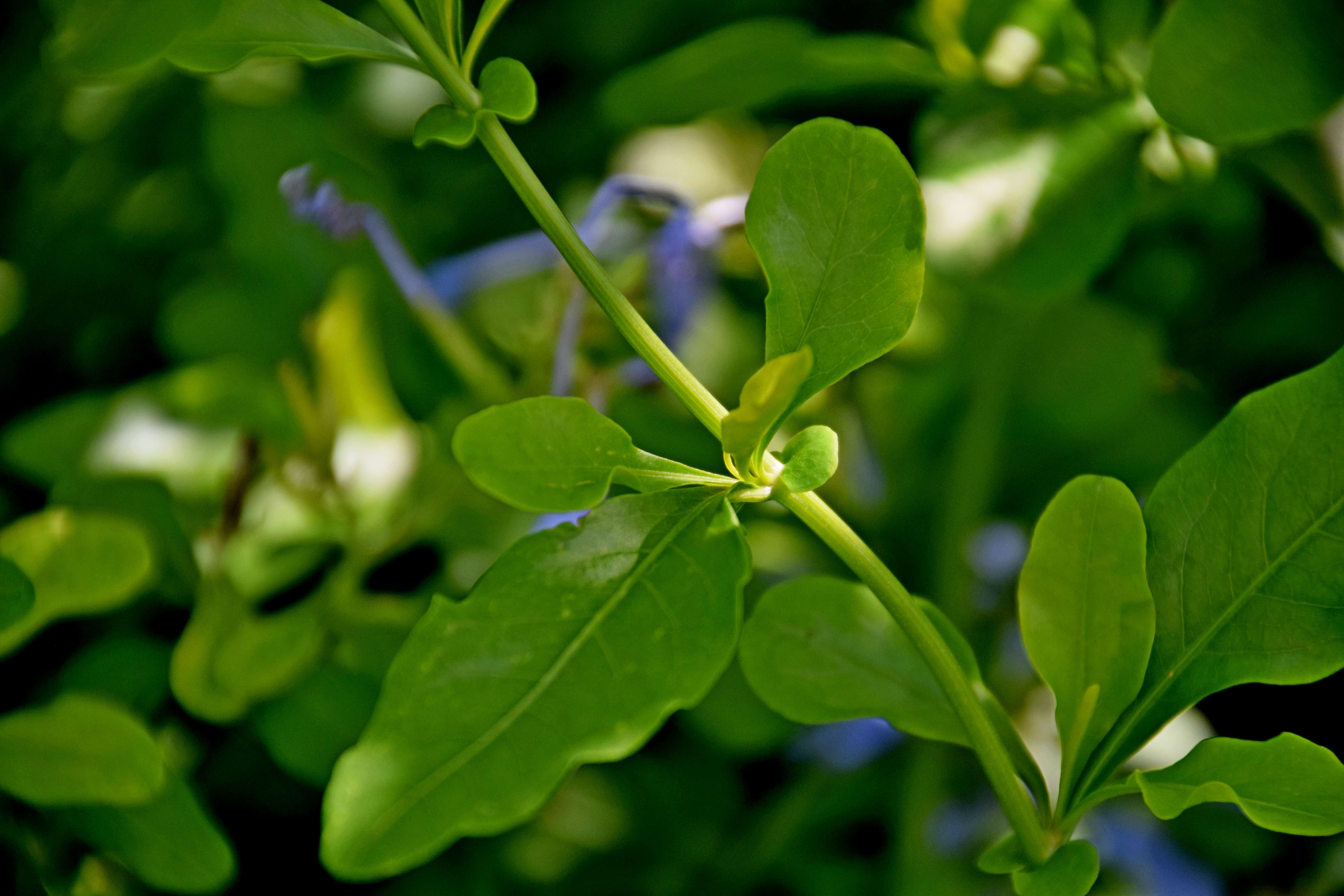
برگ‌های یاس آبی
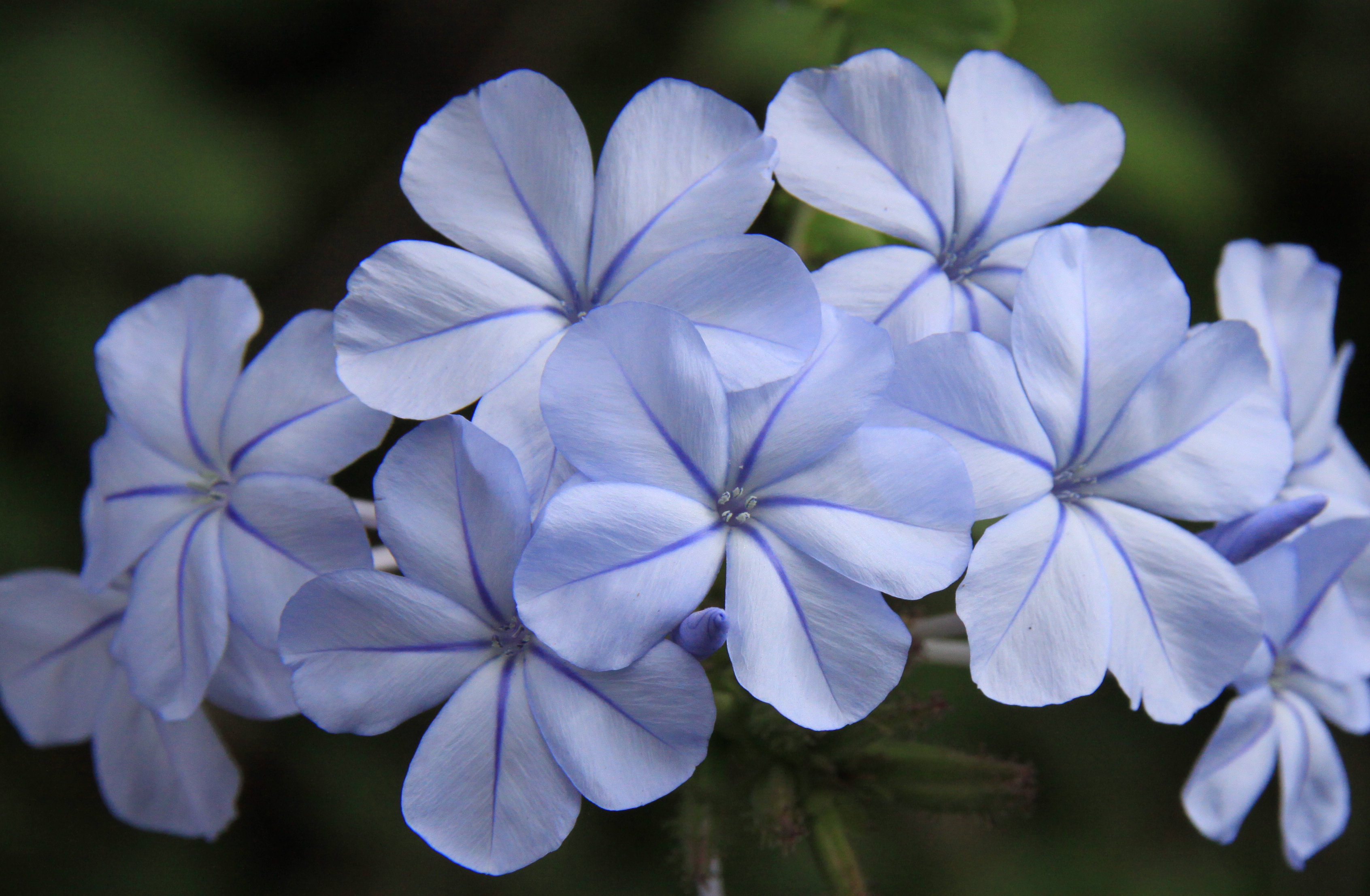
گل‌های یاس آبی
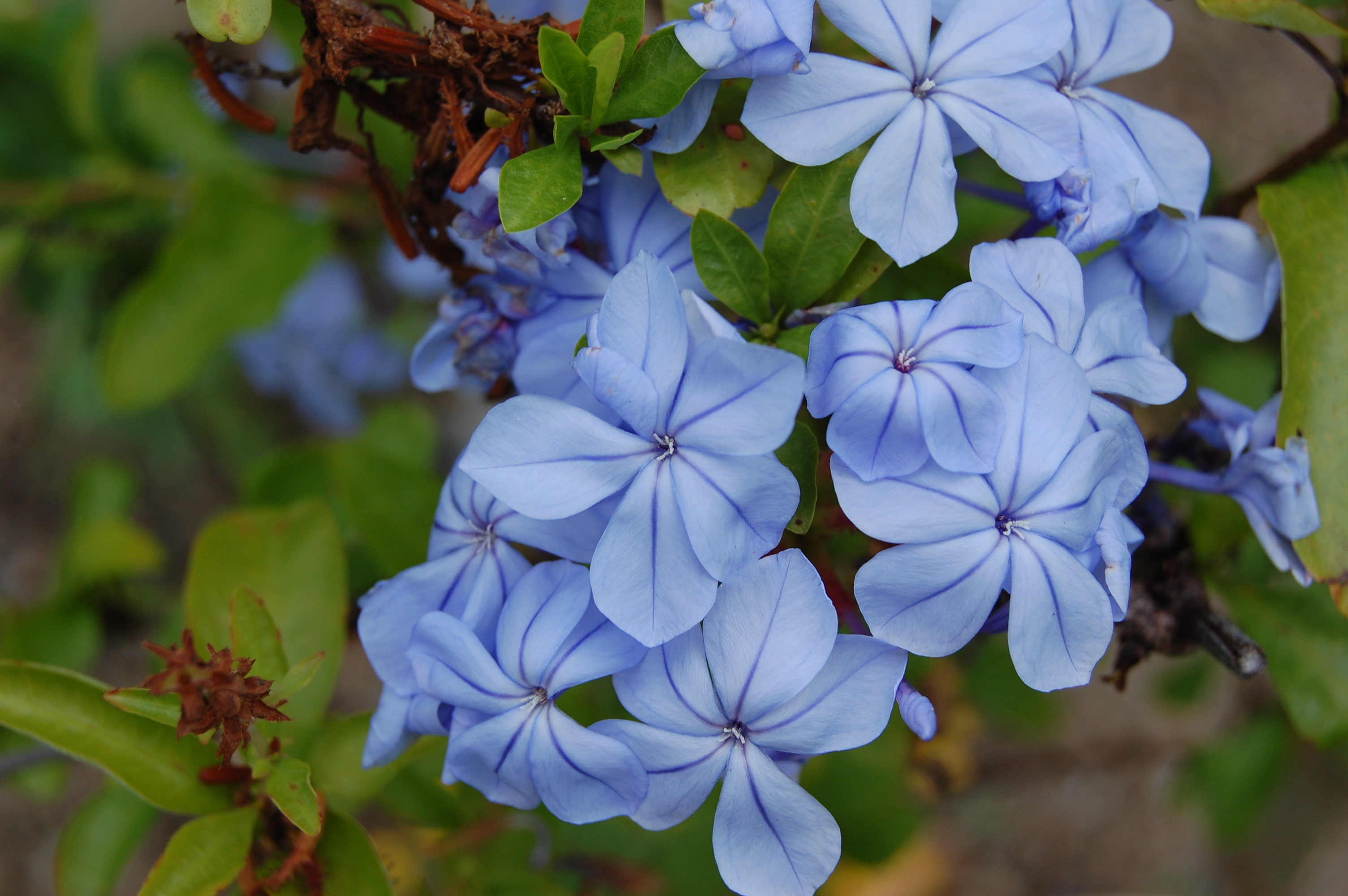
گل‌های یاس آبی
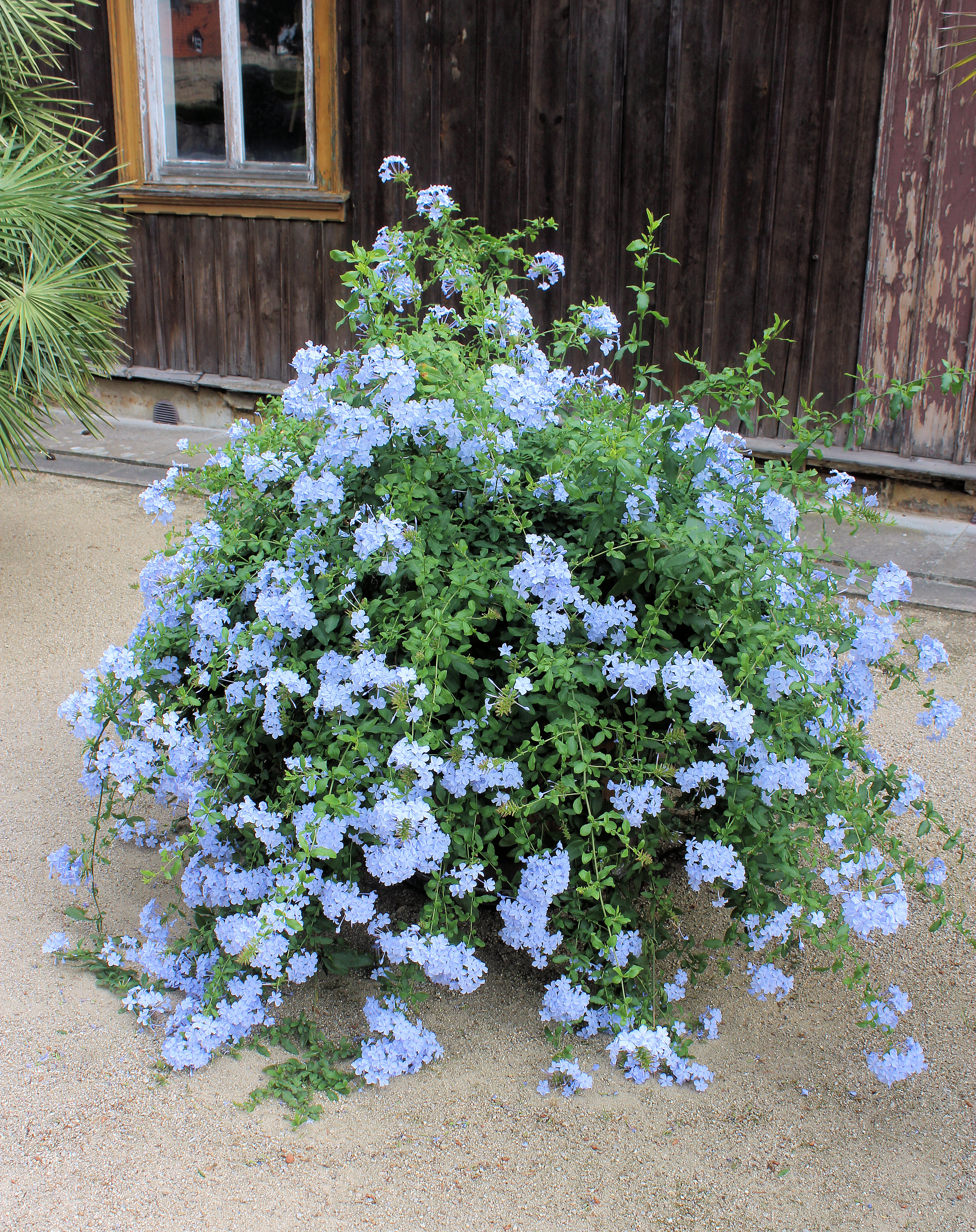
درختچه‌ای در بلنکنبورگ (هارتس)
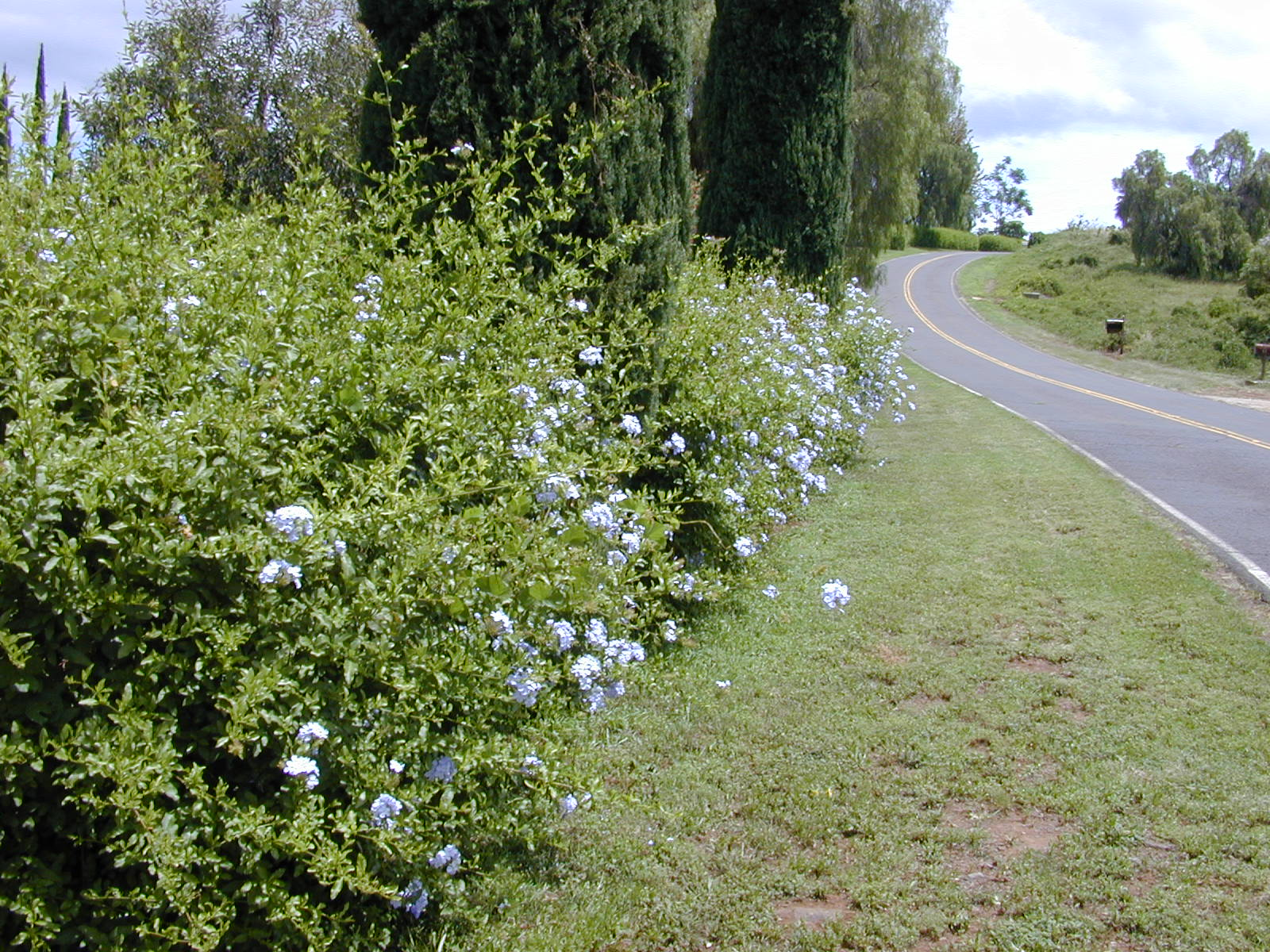
چند درختچه‌ی یاس آبی در مائوئی
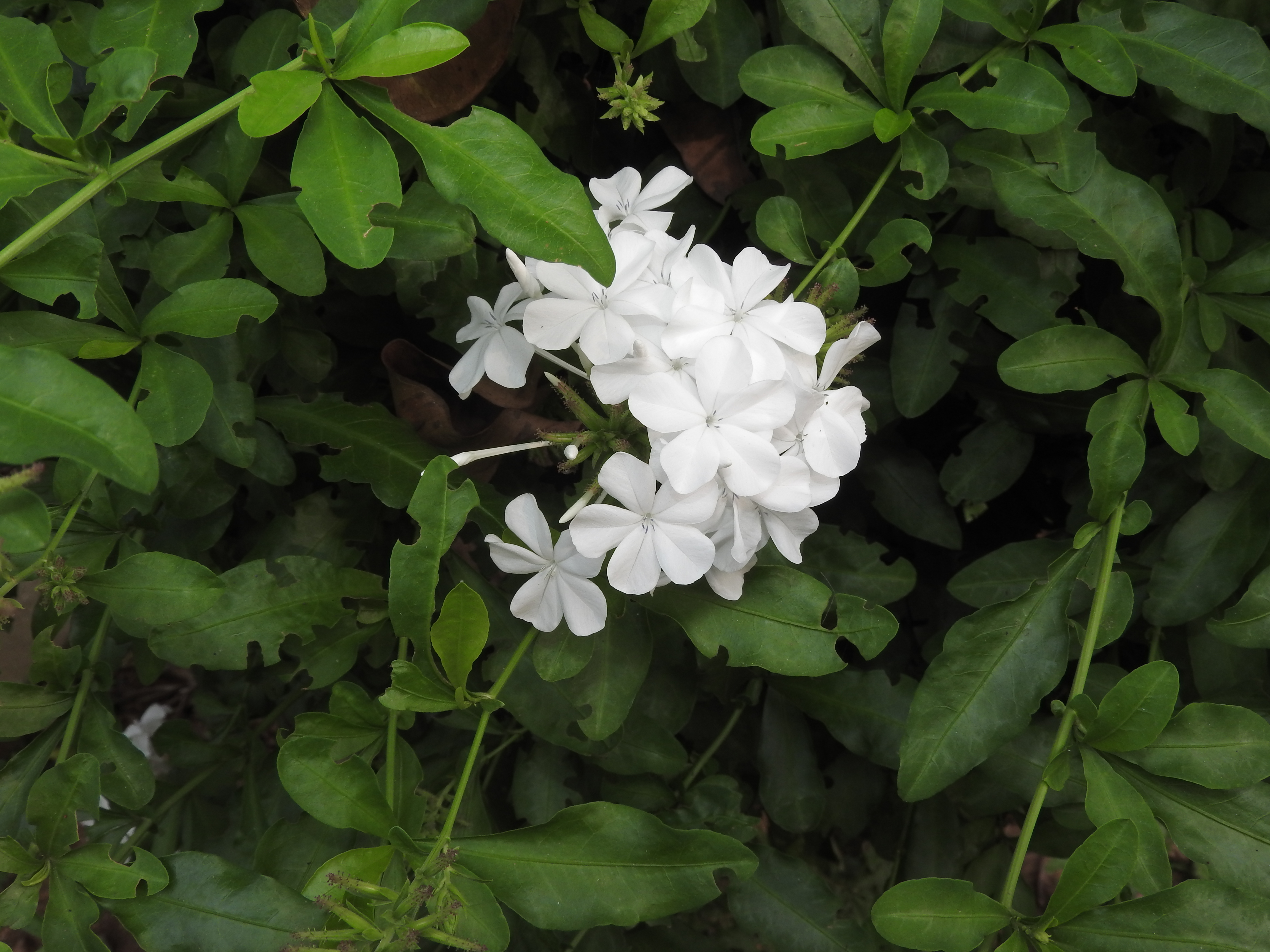
گل‌های یاس آبی با رنگ سفید